# Poolwoestijn

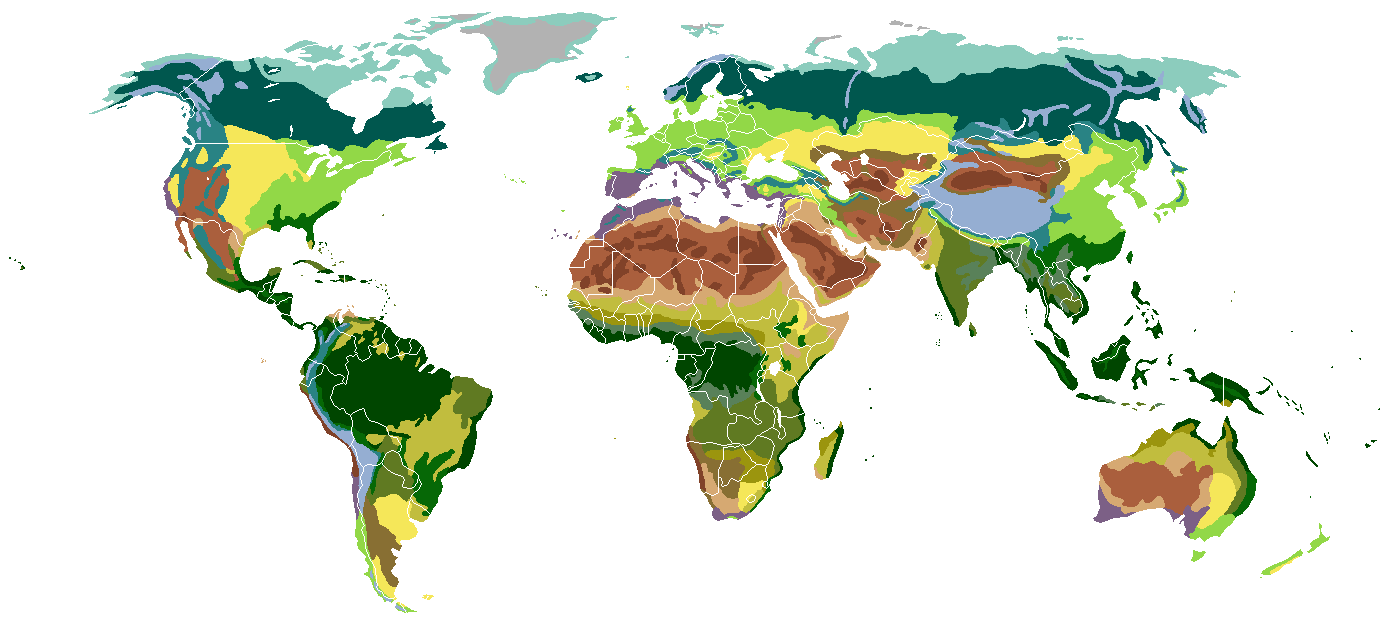
Klimaatzones van de aarde. De poolwoestijnen en ijskappen zijn grijs gekleurd

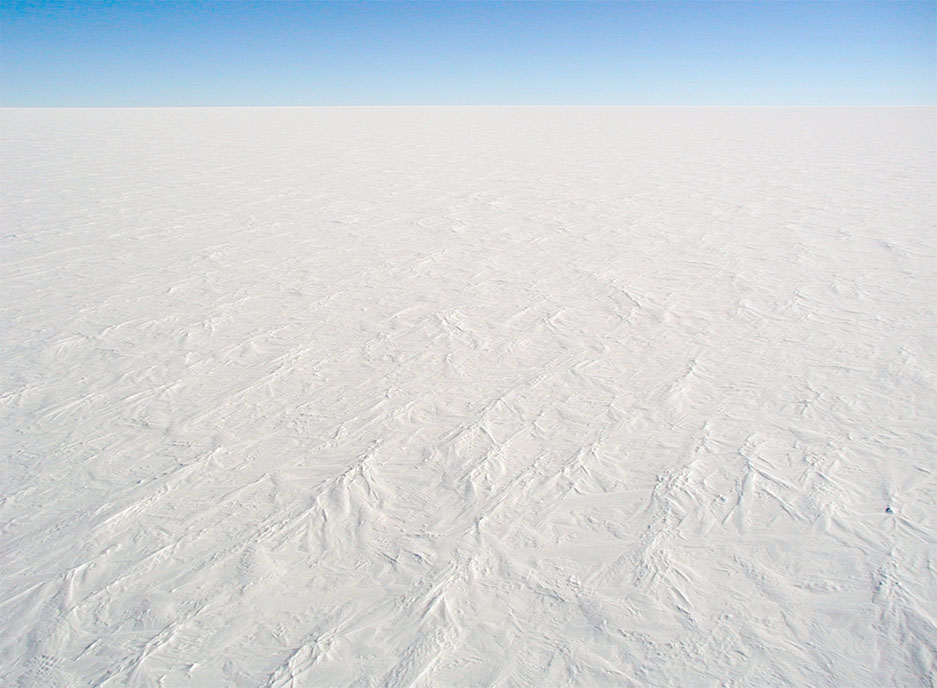
Gezicht op een poolwoestijn; het Antarctisch Plateau gezien vanaf de berg Dome C nabij het Franse poolstation Dumont d'Urville

Een poolwoestijn of arctische woestijn (Arctis) of antarctische woestijn (Antarctica) is een groot uitgestrekt en relatief vlak gebied van sneeuw en ijs (wanneer ijs domineert ook ijswoestijn genoemd) waar jaarlijks minder dan 250 millimeter neerslag valt en de gemiddelde temperatuur in de warmste maand beneden de 10 graden Celsius blijft. Poolwoestijnen bedekken bijna 5 miljoen km² op aarde en hebben een bodem die grotendeels uit rots (bedrock) en puin (regoliet) bestaat en waar zich overal permafrost bevindt. Er heerst een poolklimaat en over de vlaktes blazen koude sneeuwstormen (blizzards). Tijdens glacialen waren er poolwoestijnen tot in de huidige gematigde zones, tijdens de warmste interglaciale perioden ontbrak dit landschapstype nagenoeg.
De neerslag wordt sterk beperkt als gevolg van de extreem lage luchtvochtigheid die er heerst. In poolwoestijngebieden met wat meer neerslag kunnen soms sneeuwduinen ontstaan. Doordat er nauwelijks water vrijkomt uit de droge lucht en de vorstvrije periode zeer kort of zelfs afwezig is, zijn er amper of geen planten en dieren. De weinige planten die er groeien, bevinden zich meestal in beschutte plaatsen zoals vorstscheuren en bestaan uit schaarse eilandjes van enkele soorten cypergras, gras, mos en korstmos. De dieren die er leven zijn vooral zeedieren, zoals walrussen, zeehonden. Op het land leven alleen aangepaste zoogdieren als de poolvos en een aantal lemmingsoorten en in de zomer her en der een aantal vogelkolonies.
Door het hoge weerkaatsingsvermogen (albedo) van sneeuw wordt er veel zonnestraling teruggekaatst naar de ruimte. Dat geeft een feed forward-effect waardoor de temperatuur erg laag blijft. De luchttemperatuur kan dalen tot -50°C en bedraagt gemiddeld -30°C in februari en +1°C in juli (op het noordelijk halfrond).
Doordat de temperatuur vaak schommelt rond de nul graden, staat de bodem onder invloed van constante bevriezing en opdooiing. De cryoturbatie die daardoor optreedt, veroorzaakt de kenmerkende polygoonbodems, die veel voorkomen in poolwoestijnen en de zone ten zuiden ervan, de toendra's.